# Villevieux
Villevieux est une commune française située dans le département du Jura, dans la région culturelle et historique de Franche-Comté et la région administrative Bourgogne-Franche-Comté.
Ses habitants sont appelés les Vieuxvillois et Vieuxvilloises.

## Géographie
Villevieux fait partie de la Bresse jurassienne.

### Climat
Pour des articles plus généraux, voir Climat de la Bourgogne-Franche-Comté et Climat du département du Jura.
En 2010, le climat de la commune est de type climat des marges montargnardes, selon une étude du Centre national de la recherche scientifique s'appuyant sur une série de données couvrant la période 1971-2000. En 2020, Météo-France publie une typologie des climats de la France métropolitaine dans laquelle la commune est exposée à un climat semi-continental et est dans une zone de transition entre les régions climatiques « Bourgogne, vallée de la Saône » et « Jura ». 
Pour la période 1971-2000, la température annuelle moyenne est de 11 °C, avec une amplitude thermique annuelle de 17,6 °C. Le cumul annuel moyen de précipitations est de 1 100 mm, avec 12 jours de précipitations en janvier et 8,7 jours en juillet. Pour la période 1991-2020, la température moyenne annuelle observée sur la station météorologique de Météo-France la plus proche, « Lombard », sur la commune de Lombard à 6 km à vol d'oiseau, est de 12,1 °C et le cumul annuel moyen de précipitations est de 1 128,6 mm. 
La température maximale relevée sur cette station est de 39,5 °C, atteinte le 24 juillet 2019 ; la température minimale est de −16,5 °C, atteinte le 5 février 2012,,. 
Les paramètres climatiques de la commune ont été estimés pour le milieu du siècle (2041-2070) selon différents scénarios d'émission de gaz à effet de serre à partir des nouvelles projections climatiques de référence DRIAS-2020. Ils sont consultables sur un site dédié publié par Météo-France en novembre 2022.

## Urbanisme

### Typologie
Au 1er janvier 2024, Villevieux est catégorisée bourg rural, selon la nouvelle grille communale de densité à sept niveaux définie par l'Insee en 2022.
Elle est située hors unité urbaine. Par ailleurs la commune fait partie de l'aire d'attraction de Lons-le-Saunier, dont elle est une commune de la couronne,. Cette aire, qui regroupe 139 communes, est catégorisée dans les aires de 50 000 à moins de 200 000 habitants,.

### Occupation des sols
L'occupation des sols de la commune, telle qu'elle ressort de la base de données européenne d’occupation biophysique des sols Corine Land Cover (CLC), est marquée par l'importance des territoires agricoles (75,4 % en 2018), une proportion sensiblement équivalente à celle de 1990 (76,2 %). La répartition détaillée en 2018 est la suivante : 
terres arables (73,9 %), forêts (17,5 %), zones urbanisées (7,1 %), zones agricoles hétérogènes (1,5 %). L'évolution de l’occupation des sols de la commune et de ses infrastructures peut être observée sur les différentes représentations cartographiques du territoire : la carte de Cassini (XVIIIe siècle), la carte d'état-major (1820-1866) et les cartes ou photos aériennes de l'IGN pour la période actuelle (1950 à aujourd'hui).

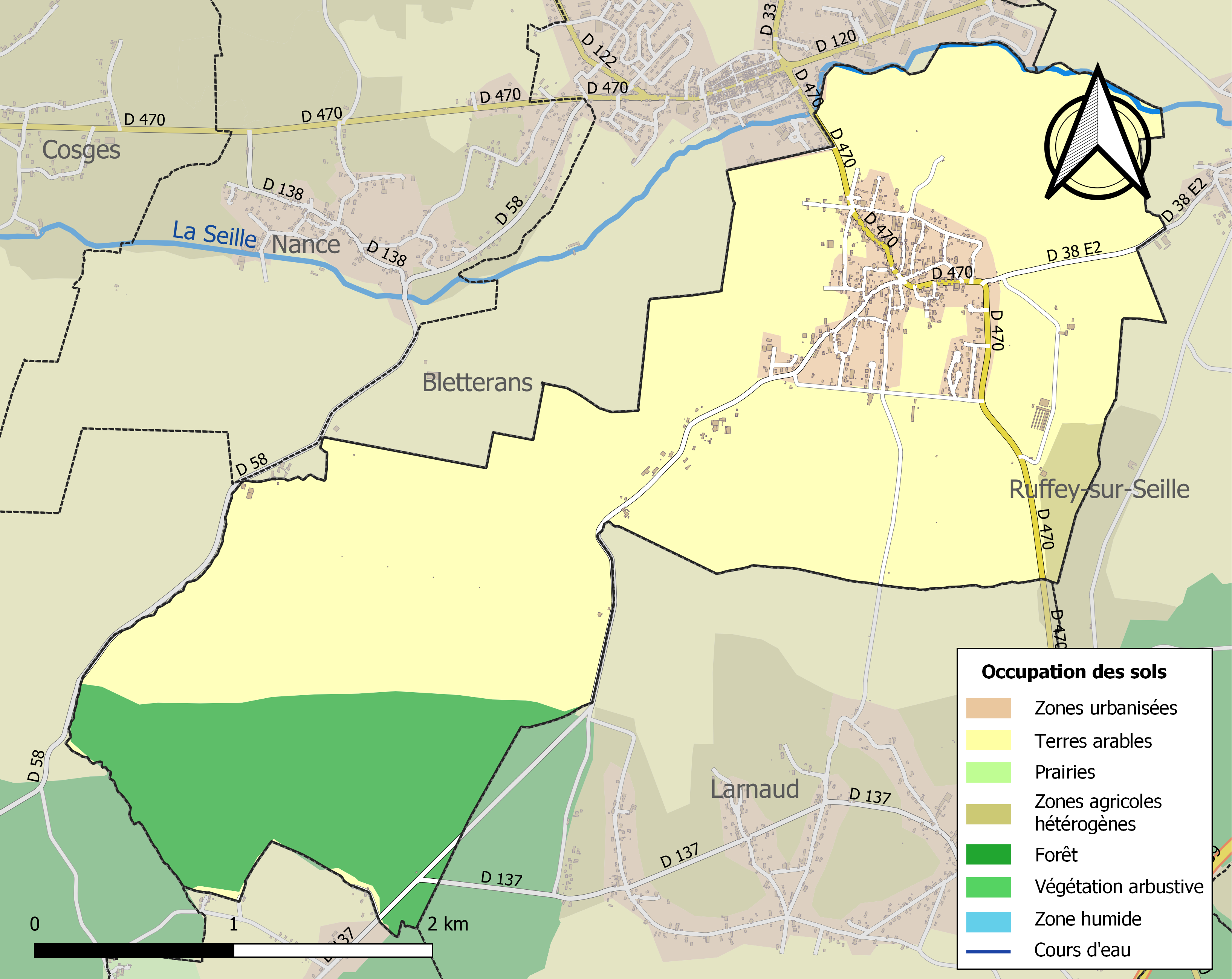
Carte des infrastructures et de l'occupation des sols de la commune en 2018 (CLC).

## Histoire
Durant la Seconde Guerre mondiale, les sœurs Bergerot qui habitaient le château de Villevieux (surnommées « Les Dames de Villevieux ») ont hébergé de nombreux résistants qui, venant de Londres ont atterri sur les terrains clandestins environnant de Courgette, Aurore et Orion ; d’autres attendaient au château pour embarquer, destination Londres. Outre Jean Moulin, Emmanuel d’Astier de la Vigerie (créateur et chef du réseau « Libération » en zone Sud, et du journal Libération) y séjourna quelques jours en venant de Londres en compagnie d’Yvon Miranda.

## Politique et administration

### Tendances politiques et résultats

#### Élections Présidentielles
Le village de Villevieux place en tête à l'issue du premier tour de l'élection présidentielle française de 2017, Emmanuel Macron (LaREM) avec 25,39 % des suffrages. Ainsi que lors du second tour, avec 65,26 %.

#### Élections Régionales
Le village de Villevieux place la liste "Notre Région Par Cœur" menée par Marie-Guite Dufay, présidente sortante (PS) en tête, dès le 1er tour des élections régionales de 2021 en Bourgogne-Franche-Comté, avec 29,52 % des suffrages. Lors du second tour, les habitants décideront de placer de nouveau la liste de "Notre Région Par Cœur" menée par Marie-Guite Dufay, présidente sortante (PS) en tête, avec cette fois-ci, près de 50,46 % des suffrages. Loin devant les autres listes menées par Gilles Platret (LR) en seconde position avec 20,18 %, Julien Odoul (RN), troisième avec 19,27 % et en dernière position celle de Denis Thuriot (LaREM) avec 10,09 %. Il est important de souligner une abstention record lors de cette élection qui n'ont pas épargné le village de Villevieux avec lors du premier tour 63,78 % d'abstention et au second, 62,66 %.

#### Élections Départementales
Le village de Villevieux faisant partie du Canton de Bletterans place le binôme de Philippe Antoine (LaREM) et Danielle Brulebois (LaREM), en tête, dès le 1er tour des Élections départementales de 2021 dans le Jura, avec 61,17 % des suffrages. Lors du second tour, les habitants décideront de placer de nouveau le binôme de Philippe Antoine (LaREM) et Danielle Brulebois (LaREM), en tête, avec cette fois-ci, près de 74,00 % des suffrages. Devant l'autre binôme menée par Josiane Hoellard (RN) et Michel Seuret (RN) qui obtient 26,00 %. Il est important de souligner une abstention record lors de cette élection qui n'ont pas épargné le village de Villevieux avec lors du premier tour 62,77 % d'abstention et au second, 62,67 %.

### Liste des maires de Villevieux
| Période                                  | Période   | Identité           | Étiquette | Qualité                           |
| ---------------------------------------- | --------- | ------------------ | --------- | --------------------------------- |
| Vers 1887                                | 18..      | Français           |           |                                   |
| Les données manquantes sont à compléter. |           |                    |           |                                   |
|                                          | mars 2001 | Jacques Martin     |           |                                   |
| mars 2001                                | 2020      | Jean-Paul Gauthier | DVD       | Retraité                          |
| juin 2020                                | mars 2021 | Bernard Monnier    |           | Consul général de France retraité |
| mars 2021                                | En cours  | Pascal Bouvier     |           | Retraité                          |

## Démographie
L'évolution du nombre d'habitants est connue à travers les recensements de la population effectués dans la commune depuis 1793. Pour les communes de moins de 10 000 habitants, une enquête de recensement portant sur toute la population est réalisée tous les cinq ans, les populations de référence des années intermédiaires étant quant à elles estimées par interpolation ou extrapolation. Pour la commune, le premier recensement exhaustif entrant dans le cadre du nouveau dispositif a été réalisé en 2007.

En 2022, la commune comptait 707 habitants, en évolution de −0,84 % par rapport à 2016 (Jura : −0,81 %, France hors Mayotte : +2,11 %).
| 1793  | 1800  | 1806  | 1821  | 1831  | 1836  | 1841  | 1846  | 1851  |
| ----- | ----- | ----- | ----- | ----- | ----- | ----- | ----- | ----- |
| 1 102 | 1 170 | 1 207 | 1 236 | 1 152 | 1 158 | 1 156 | 1 133 | 1 132 |

| 1856  | 1861  | 1866  | 1872  | 1876 | 1881 | 1886 | 1891 | 1896 |
| ----- | ----- | ----- | ----- | ---- | ---- | ---- | ---- | ---- |
| 1 049 | 1 056 | 1 025 | 1 017 | 970  | 941  | 929  | 932  | 930  |

| 1901 | 1906 | 1911 | 1921 | 1926 | 1931 | 1936 | 1946 | 1954 |
| ---- | ---- | ---- | ---- | ---- | ---- | ---- | ---- | ---- |
| 943  | 934  | 723  | 623  | 616  | 590  | 573  | 560  | 512  |

| 1962 | 1968 | 1975 | 1982 | 1990 | 1999 | 2006 | 2007 | 2012 |
| ---- | ---- | ---- | ---- | ---- | ---- | ---- | ---- | ---- |
| 532  | 492  | 506  | 600  | 631  | 670  | 712  | 718  | 725  |

| 2017 | 2022 | - | - | - | - | - | - | - |
| ---- | ---- | - | - | - | - | - | - | - |
| 712  | 707  | - | - | - | - | - | - | - |

## Lieux et monuments
Plusieurs bâtiments recensés dans la base Mérimée : 
- L'église de la Conversion-de-Saint-Paul inscrite aux monuments historiques[21].
- La Chevance du Perret inscrite aux monuments historiques[22].
- Le moulin du Haut inscrit aux monuments historiques[23].
- Le presbytère[24].
- Deux autres moulins sur la Seillette[25],[26].
- Le jardin des Pères du Saint-Esprit[27].
- L'école, des demeures et des fermes.

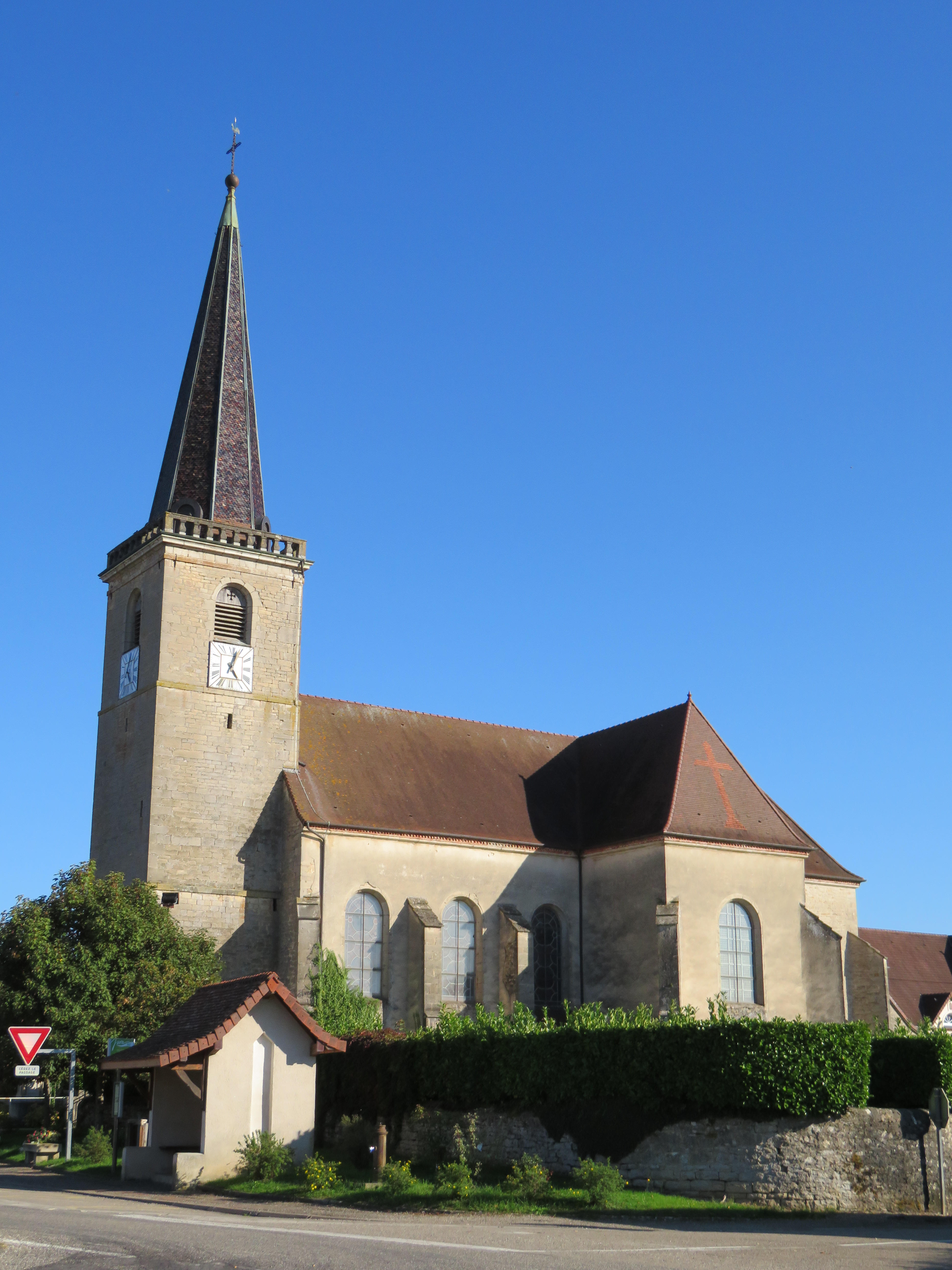
Église.
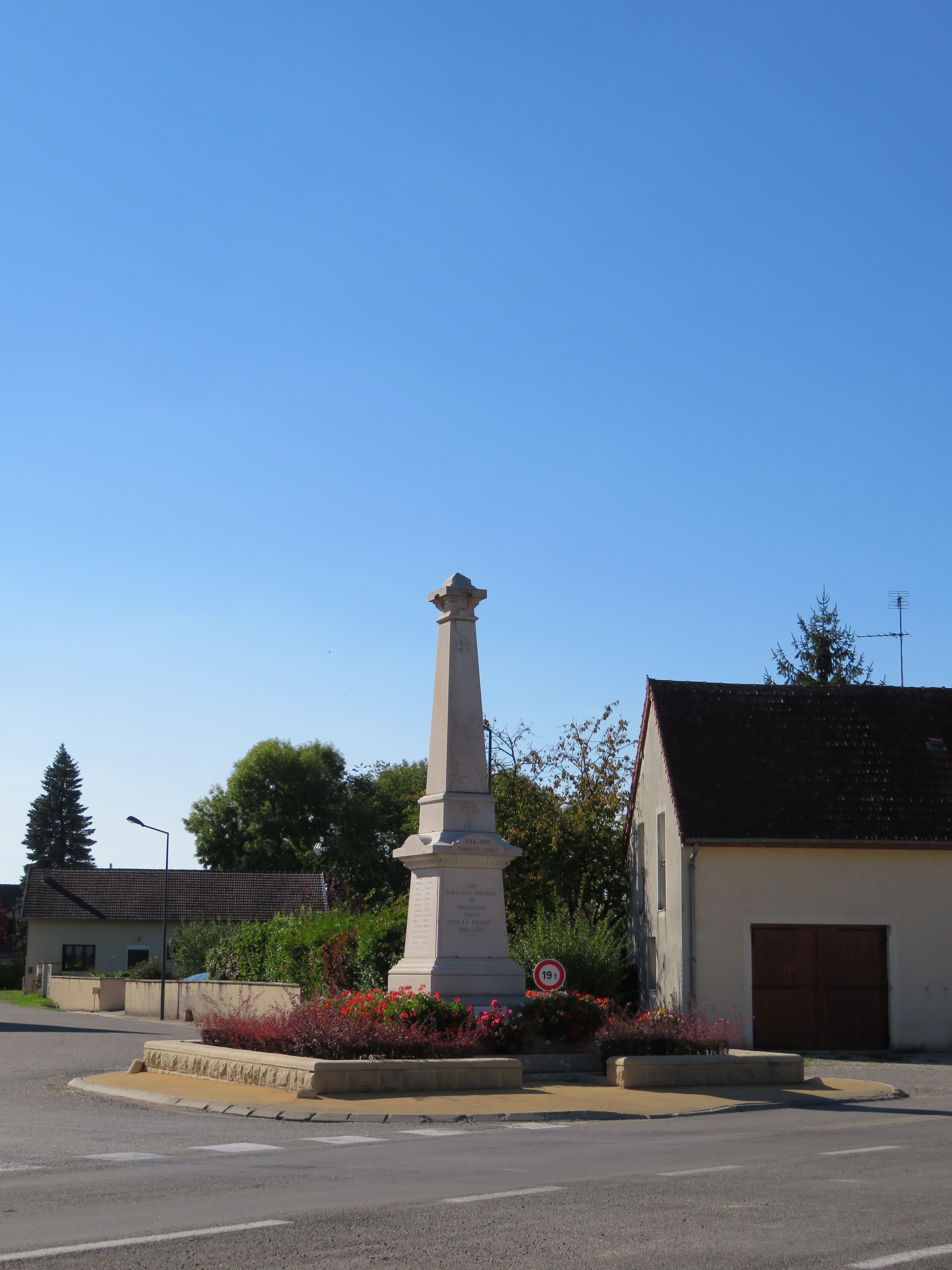
Monument aux morts.
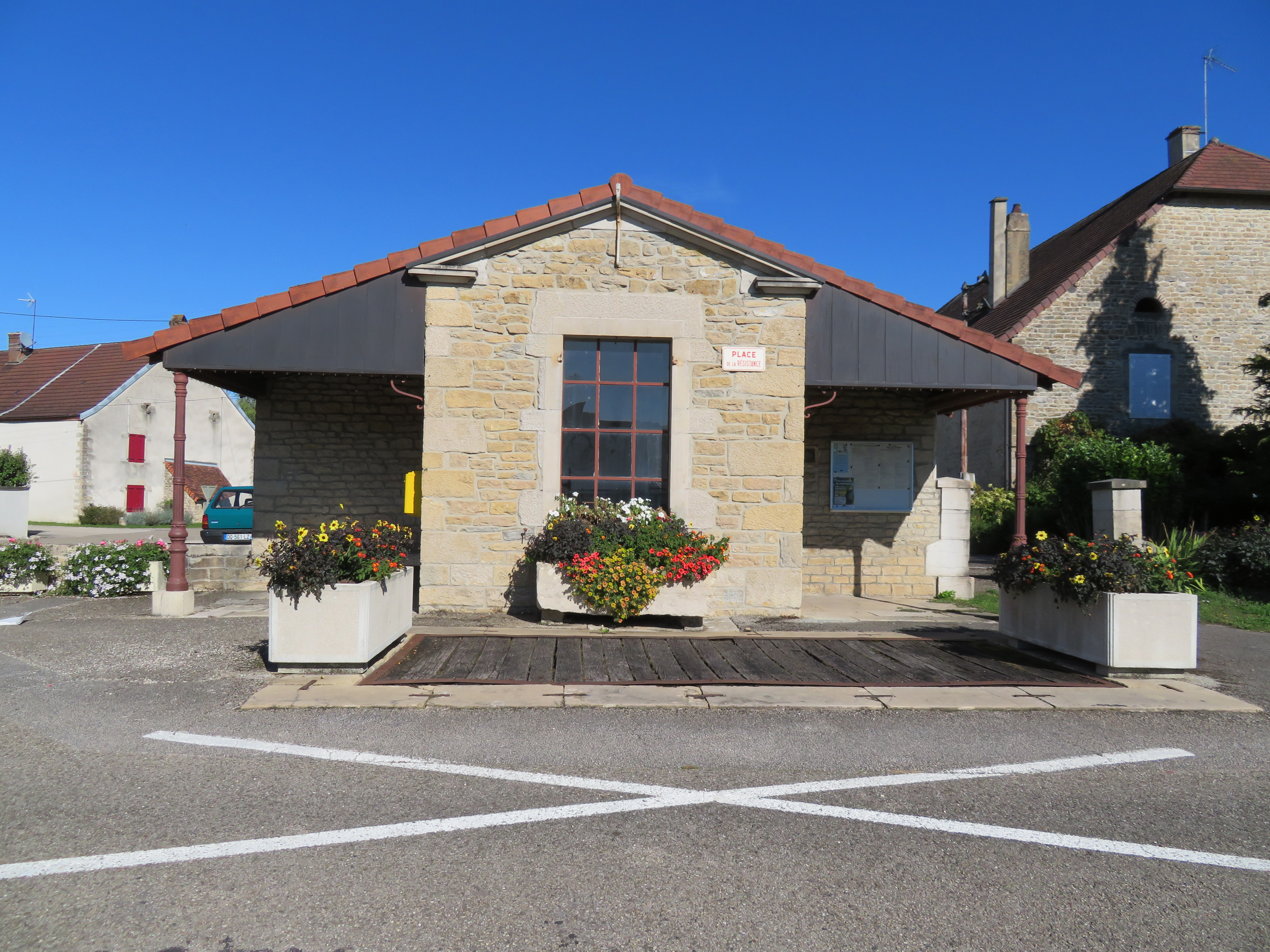
Poids public.
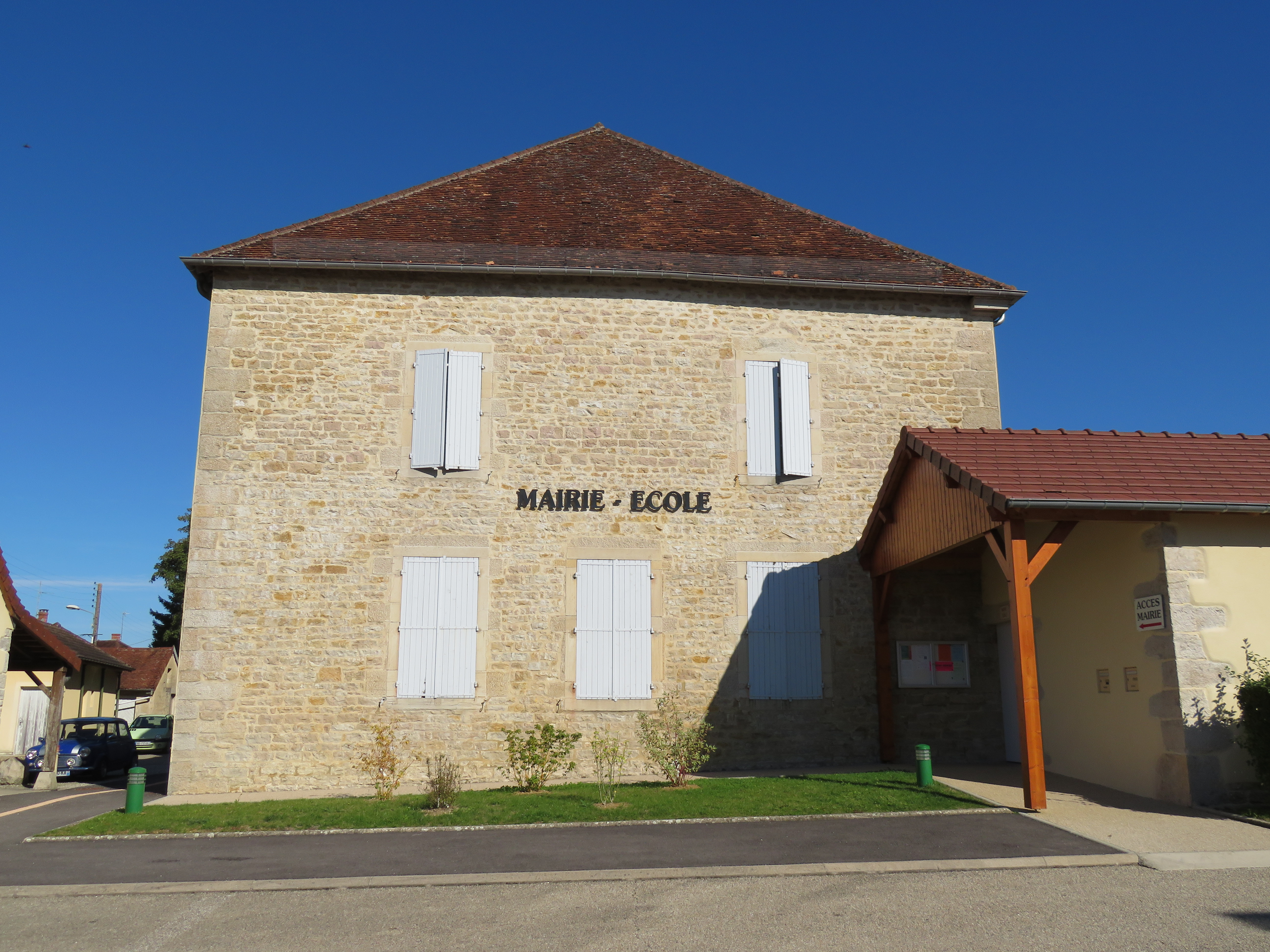
Mairie.

## Personnalités liées à la commune
- Jean-Baptiste-Gaspard Roux de Rochelle (Lons-le-Saunier 1762 - Paris 1849), géographe, écrivain, poète et ambassadeur de France[28].
- Le général de cavalerie Claude Étienne Guyot est né à Villevieux en 1768. Le fort du Risoux près des Rousses, porte son nom.
- Jean Moulin a fait séjour au château de Villevieux durant la Seconde Guerre mondiale.
- Pierre Grappin avait repris la maison de famille de Villevieux où son père s’était retiré et où il venait lui-même séjourner chaque été. Il est inhumé au cimetière du village, auprès de ses parents[28].
- Les sœurs Bergerot, résistantes pendant la Seconde Guerre mondiale.